# Бельтран, Фран
Франси́ско Хосе́ Бельтра́н Пейна́до (исп. Francisco José "Fran" Beltrán Peinado; родился 3 февраля 1999, Мадрид, Испания) — испанский футболист, правый полузащитник клуба «Сельта» и сборной Испании.

## Клубная карьера
Бельтран — воспитанник клубов «Хетафе» и «Райо Вальекано». 20 августа 2016 года в матче против «Эльче» он дебютировал в Сегунде, в составе последнего. 29 октября в поединке против «Тенерифе» Фран забил свой первый гол за «Райо Вальекано». В 2018 году он помог клубу выиграть Сегунду и выйти в элиту. Летом того же года Бельтран перешёл в «Сельту», подписав контракт на 5 лет. Сумма трансфера составила 8 млн. евро. 18 августа в матче против «Эспаньола» он дебютировал в Ла Лиге. 7 января 2019 года в поединке против «Атлетик Бильбао» Фран забил свой первый гол за «Сельту».